# Milford (Delaware)
Milford è una città situata nelle contee di Kent e di Sussex, nello Stato statunitense del Delaware. Secondo una stima del 2006 del Census Bureau, la popolazione è di 7.201 abitanti.
La porzione di città nella contea di Kent rientra nell'area metropolitana di Dover, mentre la porzione sotto la contea di Sussex rientra nell'area di Seaford.

## Geografia fisica

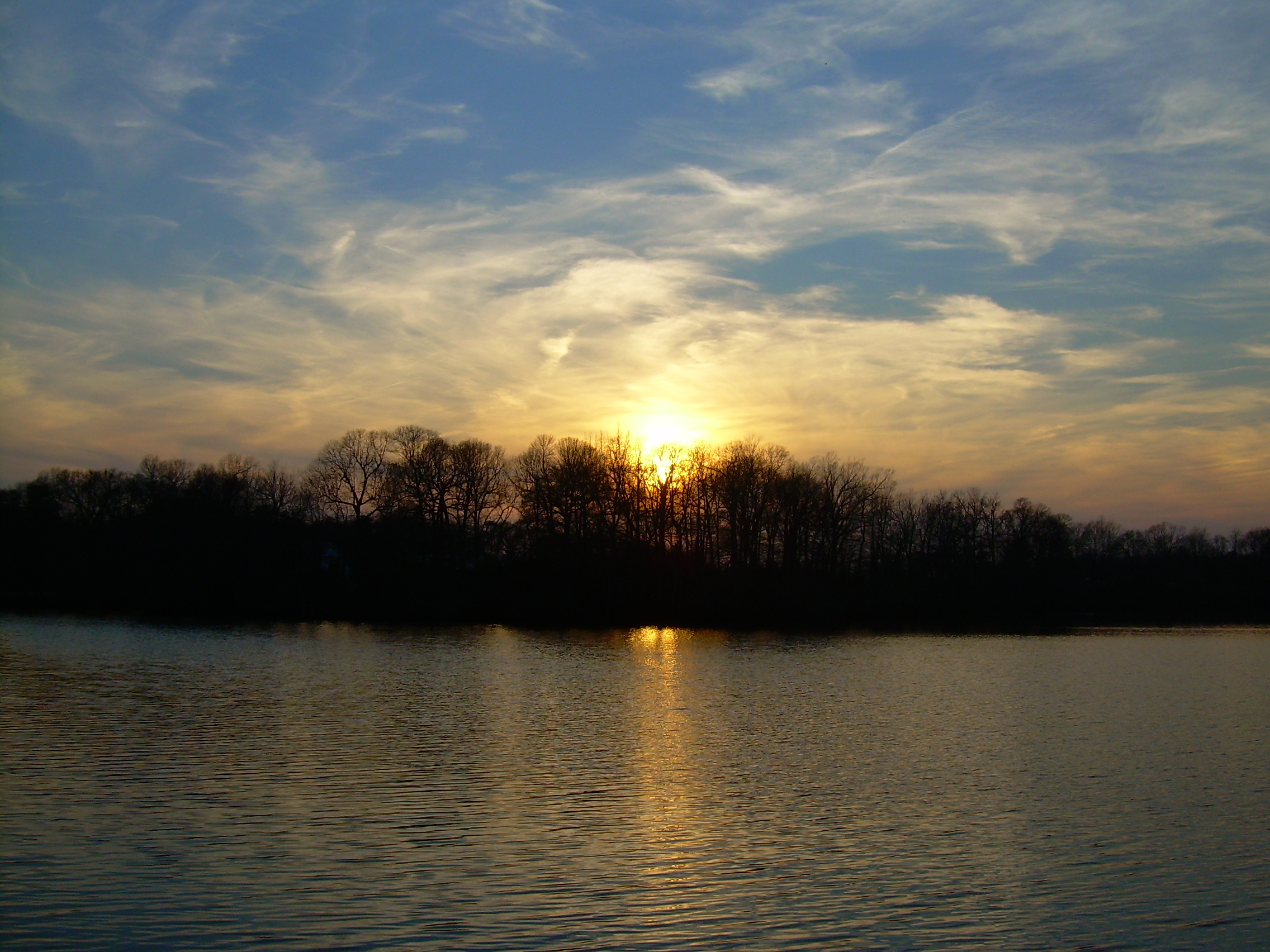
Tramonto sopra il Blair's Pond

Milford è situata lungo le sponde del fiume Mispillion.
Secondo i dati dello United States Census Bureau, la città si estende su una superficie di circa 14,6 km², dei quali 14,4 km² sono occupati da terre, mentre i restanti 0,2 km² sono occupati dalle acque, ossia l'1,07% del territorio comunale.

## Storia
La porzione di Milford nella contea di Kent fu fondata nel 1680 da Henry Bowan sui resti dell'insediamento di Saw Mill Range. Un secolo dopo il reverendo Sydenham Thorne costruì una diga sul fiume Mispillion per fornire energia ai mulini locali. Negli stessi anni Joseph Oliver tracciò le prime strade attraverso le sue proprietà. Negli anni successivi in Front Street cominciarono ad essere costruite case e negozi, e così nacque la vera Milford. Divenne città il 5 febbraio 1807.
Verso il 1770 sulle sponde del fiume Mispillon venne aperto il primo cantiere navale. Nel corso degli anni, e anche durante la prima guerra mondiale, l'attività mercantile divenne la principale fonte di guadagno per gli abitanti, garantendo alla città una certa prosperità. Il momento di massimo successo per i cantieri di Milford giunse nel 1917, quando venne varata la Albert F. Paul, lunga 174 metri, dal molo intitolato a William G. Abbott, quando allora il porto disponeva di sei bacini. Verso gli anni 1920 iniziò però la crisi, sebbene ancora in quegli anni navigassero navi assembrate a Milford. (La Paul fu affondata da un torpedo nazista nel 1942 di ritorno dalle Bahamas.) L'approdo Vineyard è stato utilizzato in entrambe le guerre mondiali per la costruzione di sottomarini.
Durante tutto il 1900 Milford ha avuto la funzione di centro commerciale di riferimento per le comunità agricole del sud dello Stato.
Sette dei governatori del Delaware sono originari di Milford: Daniel Rogers (1797-99), Joseph Haslet (1811-14), William Tharp (1847-1851), Peter F. Causey (1855-59), William Burton (1859-63), William T. Watson (1895-97) e Ruth Ann Minner (2001-oggi).

## Incendio di Milford
Venerdì 30 maggio 2003 alle 15 locali scoppiò un incendio al secondo piano della Wiley Hardware & Appliance in Walnut Street, nel centro storico del Milford. Vennero chiamati oltre 200 pompieri da varie località: Milford, Ellendale, Harrington, Felton, Dover, Smyrna, Houston, Frederica, Slaughter Beach, Bowers Beach, Greenwood, South Bowers, Farmington, Magnolia, Cheswold, Lewes, Georgetown, e Bridgeville del Delaware, ma anche da Greensboro e da Goldsboro nel Maryland. Le fiamme distrussero sette negozi, una chiesa e tre appartamenti, devastando un intero blocco del centro storico della città. Fra le fiamme non vi furono vittime, ma si intossicarono dal fumo un civile e sei pompieri.

## Popolazione
Secondo il censimento del 2000 a Milford vivevano 6.732 persone, divise in 1.700 famiglie. La densità di popolazione era di 467.5 ab./km². Nel territorio comunale si trovavano 2.897 edifici abitativi. Dal punto di vista etnico, il 67,97% della popolazione era bianca, il 23,26% era afroamericana, lo 0,34% era invece nativa, e l'1,04% era asiatica. Il restante 7,79% della popolazione infine è di altre razze.
Per quanto riguarda le fasce d'età della popolazione il 27,2% era sotto i 18 anni, il 9,5% era fra i 18 e i 24, il 27,3% invece fra i 25 e i 44, il 18,3% fra i 45 e i 64, e infine il 17,7% della popolazione era al di sopra dei 65 anni. L'età media degli abitanti era di 35 anni. Per ogni 100 femmine ci sono 86,6 maschi.

## Curiosità
- John Lofland (1798-1849), noto come "Milford Bard", è stato uno scrittore prolifico, sia di prosa che di poesia, da sempre vissuto a Milford. Da adulto si trasferì a Baltimora dove divenne amico e socio di Edgar Allan Poe.
- Milford ha ospitato le rappresentative di "provincia" dei New York Giants e dei Boston Red Sox nella Eastern Shore Baseball League, con il nome di Milford Sandpipers.
- Robert Crumb, uno dei più famosi disegnatori del Novecento, ha vissuto per alcuni anni frequentando le scuole a Milford.
- Simmie Knox iniziò da giovane a insegnare arte presso la scuola di Milford, e divenne il primo afroamericano a disegnare il ritratto del presidente degli Stati Uniti, che allora era Bill Clinton.